# Bruno Suckau
Bruno Suckau (né le 10 novembre 1903 à Berlin, date de décès inconnue) est un ingénieur du son allemand.

## Biographie
Suckau fait une formation comme mécanicien des télécommunications et ingénieur en électronique. Au moment de l'apparition du cinéma parlant, il se tourne vers cette industrie. Il devient un employé de Lignose-Hörfilm et de l'UFA. Il possède ensuite sa propre société.
Après 08/15 s'en va-t-en-guerre et 08/15 Go Home, il arrête son métier.

## Filmographie
- 1930 : Kasernenzauber
- 1933 : Die kalte Mamsell
- 1933 : Gretel zieht das große Los
- 1933 : Der Kampf um den Bär
- 1934 : Gold
- 1934 : Zwei Genies
- 1934 : Ritter wider Willen
- 1934 : Meine Frau, die Schützenkönigin
- 1934 : Hochzeit am 13.
- 1934 : Die kleinen Verwandten
- 1934 : Die Medaille
- 1934 : Der Schrecken vom Heidekrug
- 1934 : Besuch im Karzer
- 1935 : Die törichte Jungfrau
- 1935 : Ehestreik
- 1935 : Herbstmanöver
- 1935 : Das Mädchen vom Moorhof
- 1935 : Der rote Faden
- 1935 : Unter vier Augen
- 1936 : Moscou-Shanghai
- 1936 : Spiel an Bord
- 1936 : Ball im Metropol
- 1937 : Bluff
- 1937 : Das Wiener Modell
- 1937 : Das Quartett
- 1937 : Un ennemi du peuple
- 1937 : Der Biberpelz (en)
- 1937 : Die Holzauktion
- 1937 : Meine Freundin Barbara
- 1937 : L'Énigme de Beate
- 1938 : Bruyant mensonge
- 1938 : Noix de coco
- 1938 : Gastspiel im Paradies
- 1938 : Ein Mädchen geht an Land
- 1939 : Meurtre au music-hall
- 1939 : Der Stammbaum des Dr. Pistorius
- 1939 : Une cause sensationnelle
- 1939 : Kongo-Express
- 1940 : Wie konntest Du, Veronika?
- 1940 : Sous-marin, en avant ! (de)
- 1941 : Violanta
- 1942 : Schicksal
- 1942 : La Ville dorée
- 1942 : Diesel
- 1942 : Der ewige Klang
- 1944 : Musik in Salzburg
- 1944 : Aufruhr der Herzen
- 1944 : La Paloma
- 1944 : Freitag, der 13
- 1951 : Der Tiger Akbar
- 1953 : Komm zurück
- 1953 : Hochzeitsglocken
- 1954 : Louis II de Bavière
- 1955 : Drei Mädels vom Rhein
- 1955 : 08/15 s'en va-t-en-guerre
- 1955 : 08/15 Go Home